# NS-Baureihe Mat ’54
Die NS-Baureihe Mat ’54 oder Materieel ’54 ist eine Serie von zwei- und vierteiligen Elektrotriebzügen, die von der Niederländischen Eisenbahn (NS) ab Mitte der 1950er Jahre in großer Zahl eingesetzt worden sind. Aufgrund der markanten Kopfform werden sie im Volksmund „Hondekop“ (Hundekopf) genannt. Die Mat ’54 war zusammen mit der Nachfolgeserie Mat ’64 bis in die 1990er Jahre prägend für den inländischen Personenverkehr der Niederländischen Eisenbahn. In geringer Zahl wurden die zweiteiligen Einheiten auch von der Belgischen Eisenbahn eingesetzt. Vorgänger war die Baureihe Mat ’24, die von 1924 bis 1933 gebaut wurde und bis in die 1950er Jahre in Betrieb war.

## Beschreibung
Von der Baureihe Mat '54 wurden im Zeitraum von 1956 bis 1962 insgesamt 141 Einheiten von der Niederländischen Eisenbahn in Dienst gestellt. 73 Einheiten waren vierteilig, Typ EID-4, und 68 Einheiten waren zweiteilig, Typ EID-2. Die zweiteiligen Einheiten erhielten die Nummern 321–365 und 371–393 und die vierteiligen die Nummern 711–757 und 761–786. Bei den vierteiligen Einheiten erfolgte später eine Umnummerierung. Wie bereits bei früheren Triebzügen der NS bezeichnet die Ziffer '54 das Jahr der erstmaligen Inbetriebnahme. Die Vier-Wagen-Einheiten waren weitgehend identisch mit den Zwei-Wagen-Einheiten. Die Höchstgeschwindigkeit betrug 140 km/h.
Die Baureihe Mat '54 diente zur schnellen Verbindung zwischen den wichtigsten Städten des Landes sowie auch grenzüberschreitend nach Belgien. Für die damalige Zeit waren sie recht komfortabel, was allerdings zulasten des Leergewichts ging. Wegen des Gewichts war die Beschleunigung nicht sehr hoch. Der Komfort für den Lokführer war nach heutigen Maßstäben bescheiden. In den ersten Jahren musste er einen Klappsitz verwenden, der später durch einen besseren Sessel ersetzt wurde.
Die Farbgebung der Züge war ursprünglich grün mit vorne einem roten Band („Blutnase“), später einem gelben Schnurrbart und einem grauen Dach. Im Jahr 1968 erschien die Nummer 359 als erste Einheit in den neuen gelben Hausfarben der NS. Es dauerte bis 1980, bis der letzte Zug umlackiert war.
Um den Bahnhofshalt abzukürzen, erhielten die Triebzüge ab 1969 eine zentrale Türverriegelung. Ab Beginn der 1970er Jahre erhielt ein Teil der vierteiligen Einheiten eine neue Innenausstattung. Die Sitzreihen wurden nun hintereinander und nicht mehr gegenüber angeordnet. Ein Teil des Gepäckabteils wurde geopfert, um mehr Sitzreihen unterzubringen. Die renovierten Einheiten erhielten einen blauen Streifen um die Fenster und wurden als Intercity-Züge eingesetzt.
Ab 1989 wurden die ersten Einheiten außer Dienst gestellt. 1993 wurden die letzten mit Asbest isolierten Züge stillgelegt, danach folgten die mit Glaswolle gedämmten Einheiten. Die letzte offizielle Fahrt eines Mat ’54 im Personenverkehr fand im Januar 1996 statt.

## Belgische Eisenbahn
1957 wurden 12 zweiteilige Einheiten mit der Bezeichnung Mat ’57 für die Verbindung zwischen Amsterdam und Brüssel in Betrieb genommen. Vier Einheiten gehörten der Belgischen Eisenbahn (220.901–220.904), acht Triebzüge gehörten der NS (1201–1208). Die Züge sind mechanisch weitgehend baugleich mit den Mat ’54. Die Züge erhielten einen dunkelblauen Anstrich mit breitem gelben Band, ihre Innenausstattung entsprach den belgischen Vorgaben, anfangs war auch ein Speiseabteil vorhanden. Das belgische Stromnetz wird mit 3,0 kV, das niederländische mit 1,5 kV betrieben. Die Einheiten erhielten zwei separate Stromabnehmer für jedes Netz, auch wegen der leichteren Oberleitung in Belgien. Auf der Strecke Brüssel–Luxemburg wurden Tests durchgeführt, aber die Motoren waren für die Steigungen auf dieser Route nicht stark genug. Zwischen 1986 und 1988 wurden die Züge durch modernes Material ersetzt. Ein Exemplar, die Nummer 220.902, befindet sich seit 2017 im Besitz der Stichting Hondekop (Hundekopf-Stiftung) und wird restauriert. Infolge der Corona-Pandemie ist der ursprünglich für 2021 geplante Fertigstellungstermin hinfällig, unter anderem da eingeplante Einnahmen wegfielen.

## Zugentführungen von Wijster und bei De Punt
Mat-’54-Triebzüge waren zweimal Gegenstand von Zugentführungen durch südmolukkischen Terroristen. Der erste Fall war die Zugentführung in Wijster, sie war am 2. Dezember 1975 nahe dem Dorf Wijster in der niederländischen Provinz Drenthe. Im Zug befanden sich rund 50 Personen. Der Lokführer wurde erschossen und zwei Geiseln wurden getötet. Die Geiselnahme endete durch freiwillige Aufgabe nach 13 Tagen am 14. Dezember 1975.
Der zweite Fall ereignete sich am 23. Mai 1977 bei De Punt in der Gemeinde Tynaarlo. Der Triebzug Nr. 747 mit 51 Passagieren wurde von neun Terroristen gekapert. Erst knapp drei Wochen später, am 11. Juni 1977, wurde das Drama durch das gewaltsame Eingreifen eines Sonderkommandos beendet. Sechs Entführer und zwei Passagiere fanden den Tod. Sechs Personen wurden verletzt. Der von Kugeln durchsiebte Zug war schwer beschädigt, er wurde instand gesetzt und mit geänderter Nummer 758 wieder in Betrieb genommen.

## Verbleib
Zwei komplette Einheiten sind heute noch gut erhalten. Die zweiteilige Nr. 386 steht in der ursprünglichen grünen Farbgebung im Eisenbahnmuseum in Utrecht. Die vierteilige Nr. 766 gehört der Stichting Hondekop und ist ebenfalls in grüner Farbe komplett renoviert. Er wird für Sonderfahrten eingesetzt. Außerdem befinden sich ein Zug auf einem Campingplatz in Wieringerwerf in der Provinz Noord-Holland und ein Kopfteil in einem privaten Museum in Waterhuizen bei Groningen.

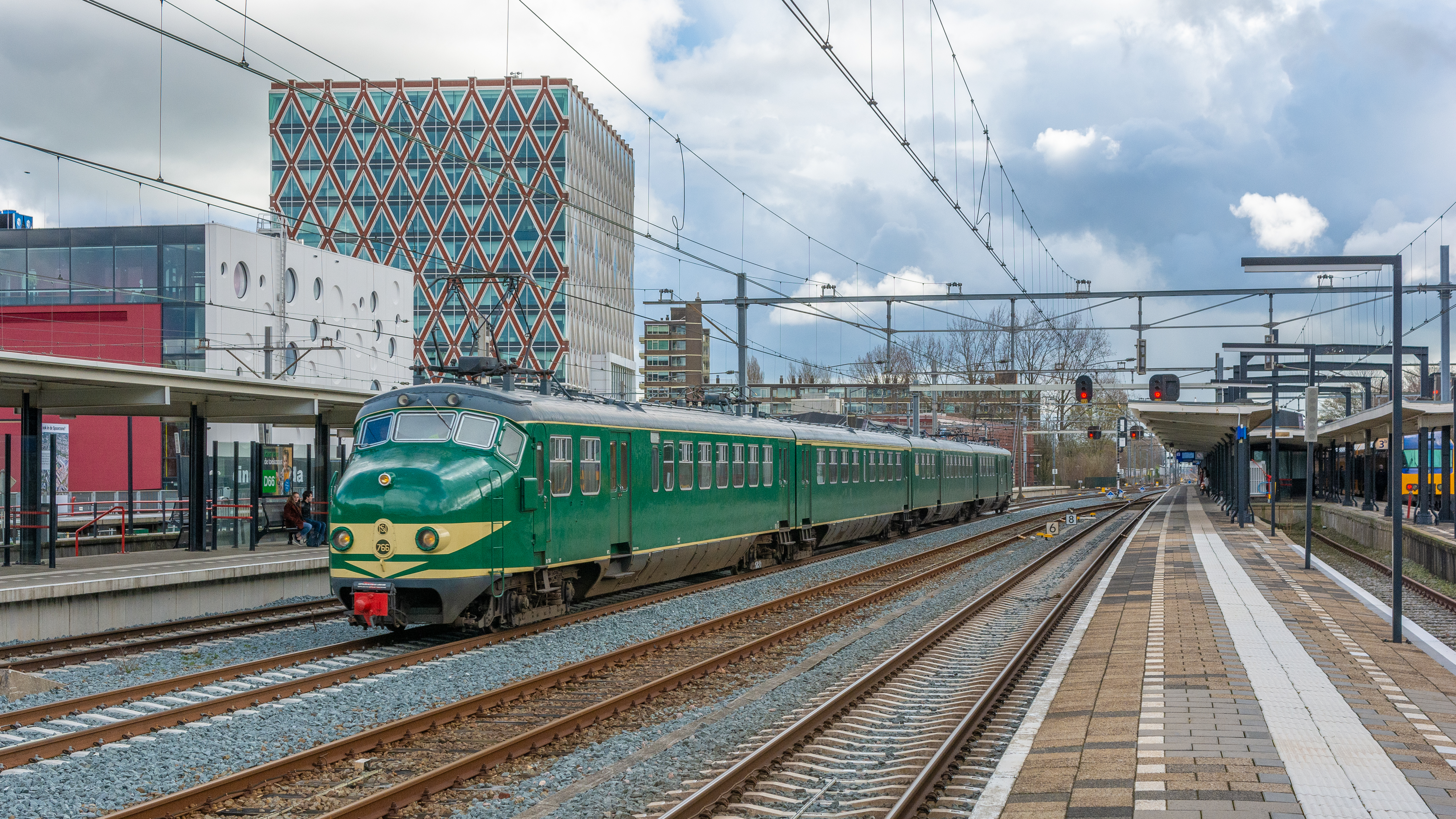
In grüner Ursprungslackierung (Nummer 766)
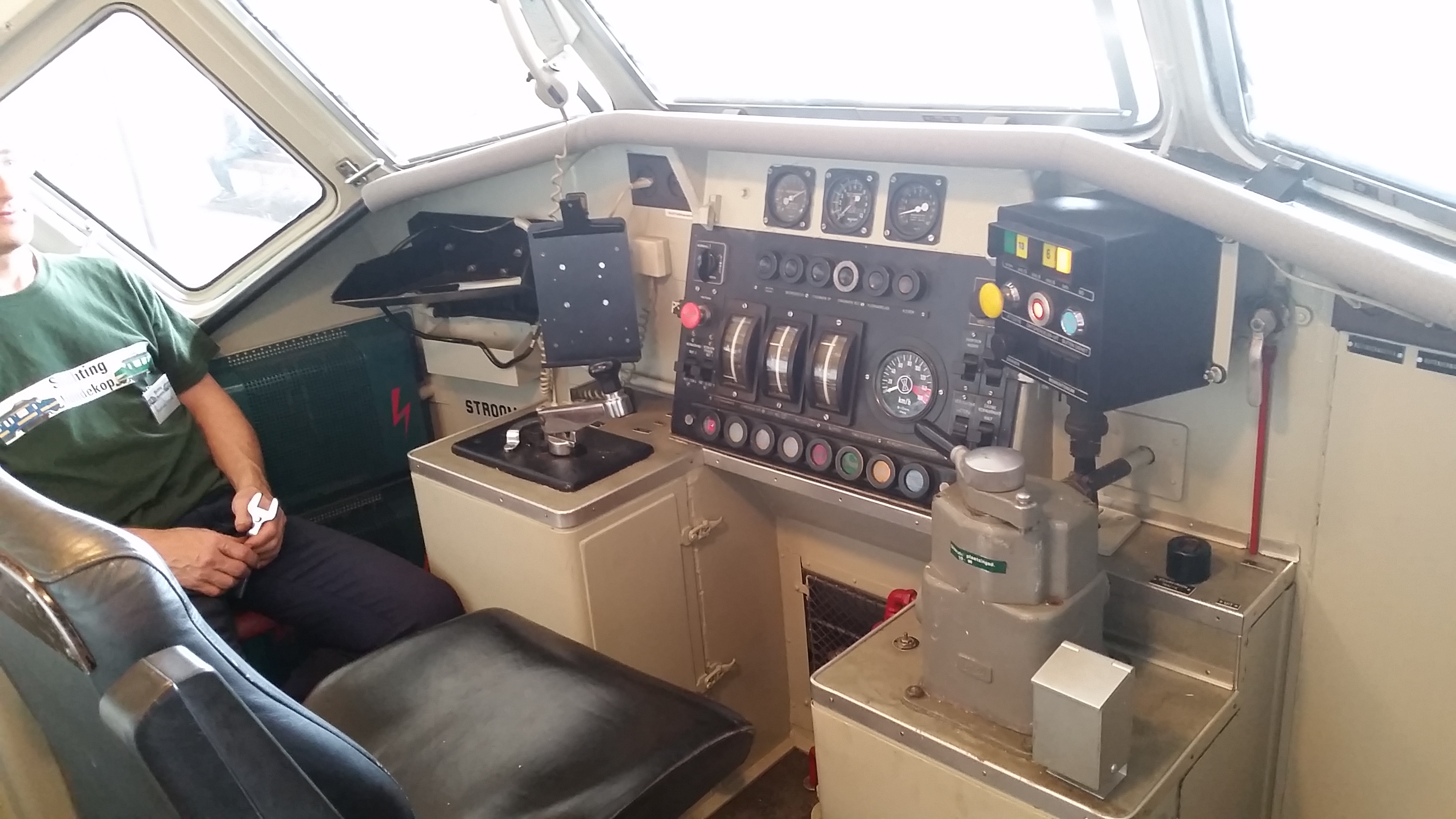
Blick in den Führerstand
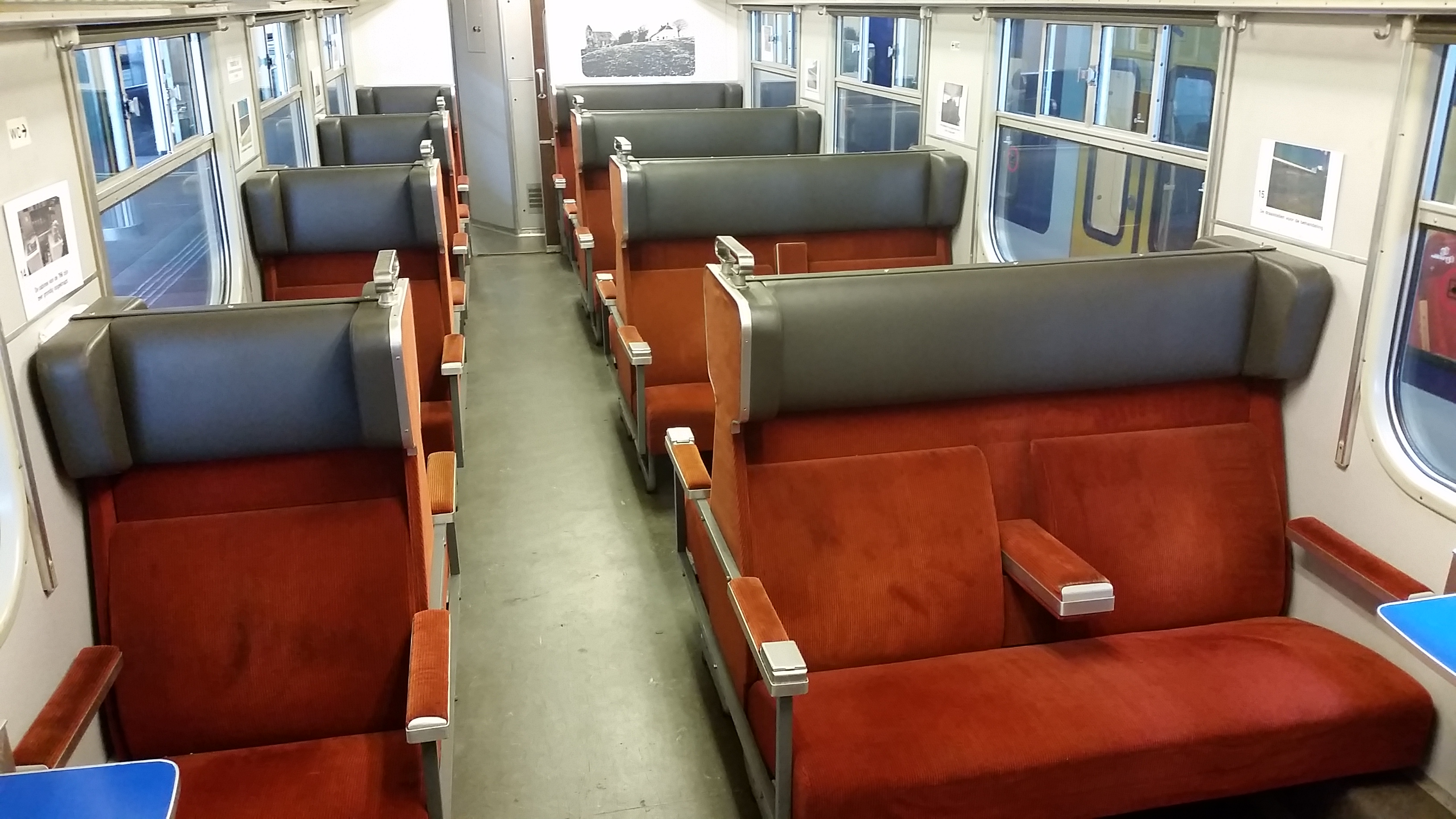
Inneneinrichtung der 1. Klasse
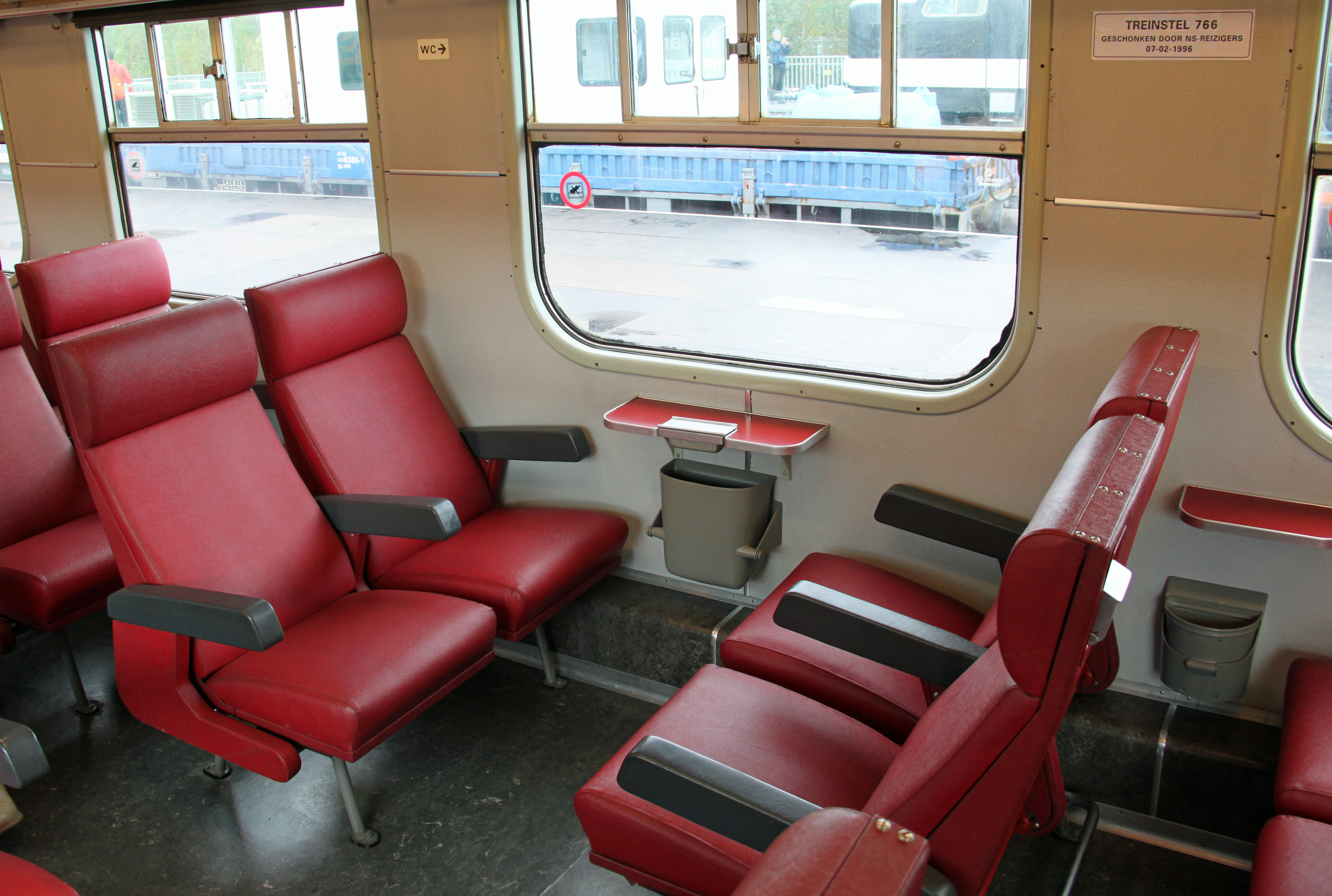
Inneneinrichtung der 2. Klasse